# Анапа — Феодосия
«Анапа — Феодосия» — пассажирский маршрут между портами городов: Анапа и Феодосия.
Перевозки осуществляются скоростными катамаранами «Сочи-1» и «Сочи-2». Время в пути — 3,5 часов.
В 2015 году линия была открыта с 25 июня по 31 августа. По сравнению с 2014 годом из маршрута была исключена Ялта, а также перевозки по «единому билету».

## История

### Маршруты в Керчь
1 мая 2014 года были открыты скоростные маршруты Кавказ — Керчь («Сочи-1») и Анапа — Керчь («Сочи-2»).
Но в связи с низким пассажиропотоком (Анапа — Керчь — загрузка менее 10 %) оба маршрута были закрыты, а суда переведены на новую линию Анапа — Феодосия — Ялта.
С 1 мая по 24 июля катамаранами было перевезено 10 тыс. пассажиров.

### Анапа — Феодосия — Ялта
Пассажирский маршрут между портами трех городов: Анапа — Феодосия — Ялта был открыт 1 июня 2014 года вместо не пользующегося популярностью Анапа — Керчь.
Суда курсировали из Анапы в Ялту с заходом в Феодосию. В 2014 году маршрут обслуживался скоростными пассажирскими катамаранами «Сочи-1» и «Сочи-2», выполнявшими по одному рейсу в сутки в каждом направлении. Вместимость катамаранов — до 300 пассажиров. Длина судов — 40 м и ширина — 10,1 м, произведены в Сингапуре в 1996 году. Суда были оснащены системами кондиционирования, телевизорами, пунктами питания.

#### Единый билет — 2014
С 26 июня 2014 года были открыты продажи единого билета «автобус-катамаран». При поездке по единому билету стоимость проезда была намного ниже и равнялась стоимости единого билета «автобус-паром-автобус» до соответствующего города.
Основные отличия от единого билета автобус-паром-автобус:
- начальная точка маршрута одна — железнодорожный вокзал Анапы,
- доступны только два города (Феодосия и Ялта) вместо семи,
- конечными точками маршрута являются морские порты.

Маршрут «автобус-катамаран» являлся дополнительным и значительно уступал основному «автобус-паром-автобус» по пассажиропотоку: так с 1 по 15 июля по единому билету через Керченскую переправу было доставлено 30 тыс. пассажиров, на катамаранах — 1,7 тыс.

#### Окончание сезона
Суда были зафрахтованы до 1 сентября 2014 года, после чего перевозки были прекращены из-за снижения пассажиропотока. Катамаран «Сочи-1» продолжил работу на Керченской переправе.

### Анапа — Ялта
В 2015 году перед началом продаж перевозки по «единому билету» в Ялту были полностью переориентированы на морской маршрут. Также из этого маршрута была исключена Феодосия.
Но из-за низкого пассажиропотока было принято решение, что до 1 июня перевозки будут осуществляться автобусами. Однако через несколько недель была проведена оптимизация маршрутов «единого билета»: от морского маршрута в Ялту отказались полностью, вместо этого субсидии были направлены на восстановление автобусных маршрутов из Краснодара.

### Анапа — Феодосия
Курсирование катамаранов было возобновлено 25 июня 2015 года. На первом рейсе в Феодосию прибыла делегация ГУП «Росморпорт», которую встречали представители городской власти Феодосии и руководство феодосийского порта.
Заместитель генерального директора предприятия «Росморпорт» Игорь Павлов так прокомментировал первый рейс: «Погода не совсем благоприятная. Весь маршрут — дождь. Тем не менее, весь состав делегации чувствует себя комфортно. Если посмотреть логистику автомобильным транспортом, то время в пути, с учетом парома, составляет около 6 часов в лучшем случае. Решение по началу движения принято на основании многочисленных обращений крымчан и жителей Краснодарского края. Опыт прошлого года показал, что порядка 50 тыс. пассажиров перевезли.».
По мнению администрации Феодосии таким образом можно закрыть тот пассажиропоток, который Феодосия теперь не получает от железной дороги: «если состав берет 380 пассажиров, то катамаран 300».
Планируется организовать предварительную продажу билетов. Решение исключить Ялту из сообщения было принято, чтобы привлечь дополнительный поток туристов в юго-восточные регионы Крыма.
Стоимость билета была установлена 1500 рублей, детского с 6 до 12 лет — 1125 рублей.
До 3 июля катамаран «Сочи-1» будет курсировать раз в два дня, после чего планируется поставить дополнительное судно «Сочи-2» и запустить ежедневный реверсный график.
В 2015 года с 25 июня по 31 августа двумя катамаранами в обеих направлениях было перевезено порядка 8 тысяч пассажиров.